# Осташево-Влускі
Осташево-Влускі (пол. Ostaszewo-Włuski) — село в Польщі, у гміні Ґзи Пултуського повіту Мазовецького воєводства.
Населення — 28 осіб (2011).
У 1975-1998 роках село належало до Цехановського воєводства.

## Демографія
Демографічна структура станом на 31 березня 2011 року:
|          | Загалом | Допрацездатний вік | Працездатний вік | Постпрацездатний вік |
| -------- | ------- | ------------------ | ---------------- | -------------------- |
| Чоловіки | 14      | 4                  | 9                | 1                    |
| Жінки    | 14      | 4                  | 8                | 2                    |
| Разом    | 28      | 8                  | 17               | 3                    |